# Aeoloplides chenopodii
Aeoloplides chenopodii är en insektsart som först beskrevs av Bruner, L. 1894.  Aeoloplides chenopodii ingår i släktet Aeoloplides och familjen gräshoppor.

## Underarter
Arten delas in i följande underarter:
- A. c. chenopodii
- A. c. arcuatus